# Quand vient le froid
Quand vient le froid est une œuvre autobiographique de Georges Simenon publiée pour la première fois aux Presses de la Cité en octobre 1980.
L'œuvre est dictée par Simenon à Lausanne, 12 avenue des Figuiers, du 13 septembre au 25 octobre 1978.
Elle fait partie de ses Dictées.